# Демарат (сторонник Македонии)
Демарат (др.-греч. Δημάρατος) — приближённый македонских царей Филиппа II и Александра Македонского.

## Биография
Демарат родился около 400 года до н. э. По предположению Ф. Шахермайра, Демарат, видимо, происходил из рода Бакхиадов. Как отметил В. Геккель, вместе с Тимолеонтом Демарат принимал участие в сицилийской кампании: сначала против Гикета, овладевшего Сиракузами, а затем против карфагенян. Демарат участвовал в завершившейся победой греков битве при Кримиссе, произошедшей в 341 году до н. э.
Демарат принадлежал к числу сторонников промакедонской партии и был проксеном самого Филиппа II. Согласно Диодору, именно Демарат преподнёс юному Александру в подарок Букефала, хотя, по свидетельству Плутарха, коня продавал Филоник из Фессалии. В 337 году до н. э., во время свадебного пира Филиппа и Клеопатры, из-за слов её дяди Аттала о законном наследнике произошла ссора, и Александр с матерью уехали в Эпир. Олимпиада стала побуждать своего брата, правителя Эпира, начать войну с Филиппом, а Александр уехал искать союзников среди иллирийцев. В это время Демарат приехал в Македонию к царю. Филипп спросил своего гостя, как ладят между собой греки. На что Демарат со всей прямотой ответил, что у самого его собеседника в собственном доме теперь распря и беды. Тогда Филипп упросил Демарата стать посредником в деле примирения с сыном, чтобы тот вернулся на родину. Как заметил В. Геккель, Демарат наверняка был приглашён на свадьбу дочери Филиппа Клеопатры в Эгах, на которую македонский царь позвал своих греческих гостеприимцев.
Демарат сопровождал Александра в восточном походе. По свидетельству Арриана, во время битвы при Гранике, произошедшей в мае 334 году до н. э., после того, как у Александра сломалось копьё, Демарат отдал своё, и им был поражён зять персидского царя Дария III Митридат. По свидетельству Плутарха, Демарат не смог сдержать слёз радости, увидев Александра, восседающим на троне персидских царей в Сузах, сказав, что великой радости были лишены эллины, умершие прежде, чем смогли увидеть подобное.
Демарат, находясь уже в преклонном возрасте, умер «от старческой немощи» в 328/7 году до н. э. незадолго до Индийского похода. Он был удостоен пышного погребения. В его честь воинами был насыпан огромный курган высотой в восемьдесят локтей. А останки на великолепно украшенной колеснице были отвезены к морю, чтобы затем переправить их в Коринф.